# Ida Panahandeh
Ida Panahandeh (Teheran, 17 de setembre de 1979) és una cineasta i guionista iraniana.

## Carrera
Ida Panahandeh va realitzar els seus estudis a l'Escola de Cinema i Teatre de la Universitat de Teheran. Ha dirigit, escrit i produït diversos guions de curtmetratges de ficció i documentals. La seva carrera en llargmetratge es va iniciar en 2015 amb la pel·lícula Nahid, la qual va obtenir el premi de Futura Promesa atorgat pel jurat del Festival de Cinema de Canes.
La temàtica de la majoria dels seus llargmetratges se centra en l'evolució de la dona en la societat iraniana, representant-se en la pel·lícula Nahid.
| «                 | La censura és un tema complicat. El que no els agrada és que es tergiversi la realitat. Jo he optat per abordar un tema més universal. Moltes dones estan oprimides a tot el món, sigui d'una manera o altra, i jo volia plasmar les dificultats que poden aparèixer en un cas concret. | » |
| — Ida Pananhandeh | |   |

## Filmografia
- Israfil (2017)
- Nahid (2015)
- The Story of Davood and the Dove (2011)

## Premis i distincions
Festival Internacional de Cinema de Canes
| Any  | Categoria                                                 | Pel·lícula | Resultat   |
| ---- | --------------------------------------------------------- | ---------- | ---------- |
| 2015 | Un Certain Regardː Premi especial per un futur prometedor | Nahid      | Guanyadora |